# Gato oriental de pelo largo

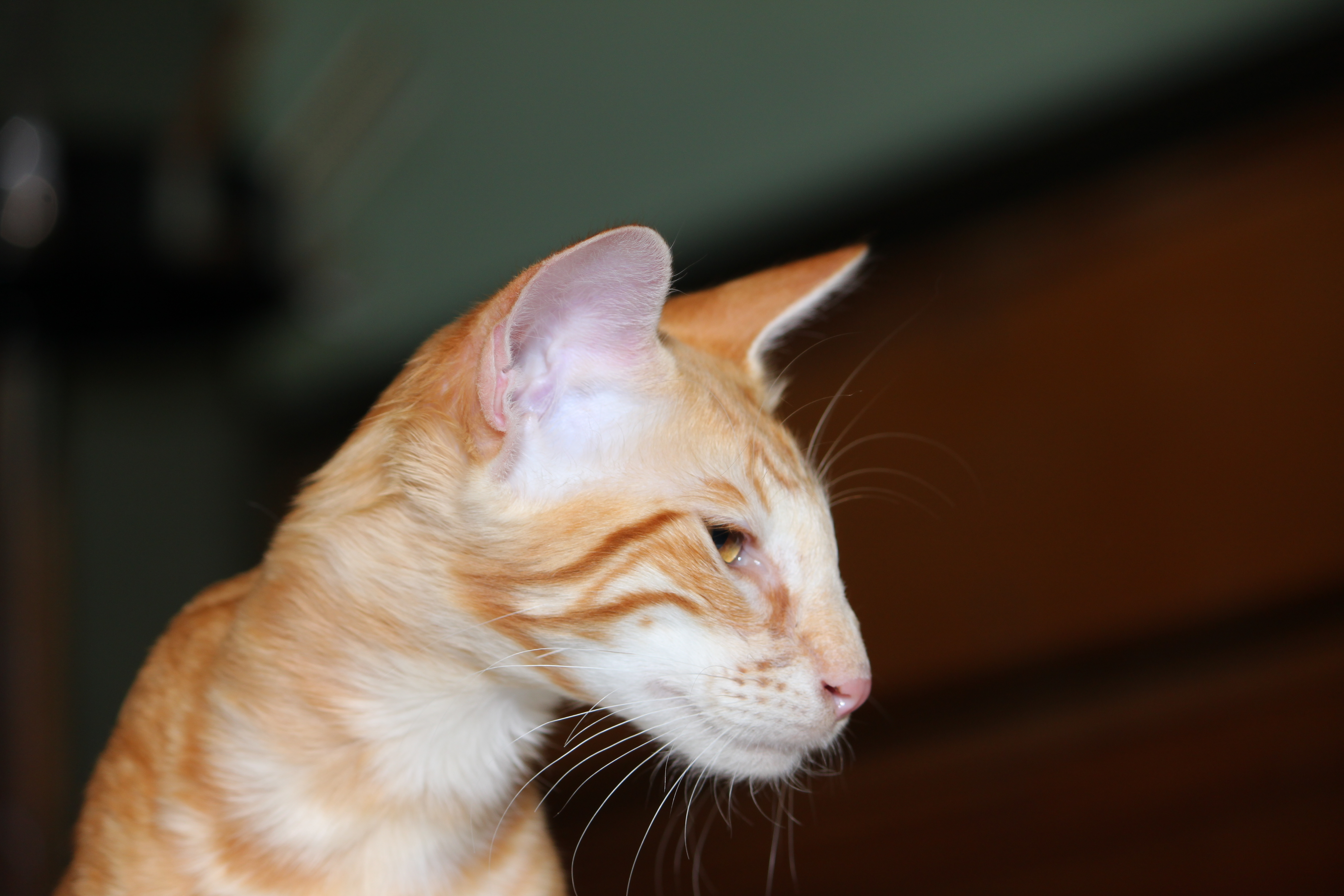
Gato oriental de pelo semi largo.

El Gato oriental de pelo largo es una raza de gato de pelo semi largo y de ”tipo oriental” que se caracteriza por tener toda la belleza y elegancia del gato oriental y del gato siamés con el agregado de un manto de pelo semi largo. Esta raza se puede considerar como una variedad que explora las posibilidades en color y distribución del mismo dentro del gato balinés o como variedad de pelo semi largo dentro del gato oriental.

## Historia
Se cree que el “gato oriental de pelo largo” es el resultado del producto accidental de cruzas entre el gato balinés y el gato oriental de pelo corto ocurridas en la década de 1980. Aunque los primeros gatos de esta variedad son referenciados en Inglaterra en 1890 como gato de Angora y se diferenciaban de los persas por tener una cabeza angular, orejas más grandes y manto más largo y sedoso. Luego se lo llamó Angora Británico para diferenciarlo de la raza “Angora Turco”; y después del 1900 el único gato de pelo largo reconocido oficialmente por GCCF en Inglaterra fue la Raza Persa. En Estados Unidos es una de las últimas razas en ser aceptadas dentro de las razas del grupo Siamés-Oriental. En 1983 es reconocido por su nombre en TICA, apto para campeonato en 1985 y en 1995 es aceptado por CFA. En la Federación Internacional Felina es llamado Javanés y Mandarín en otras asociaciones. En el año 2002, la GCCF renombra al "Angora Británico" como es reconocido con su nombre actual Oriental de pelo largo en Inglaterra.

## Características
Las principales características de la raza son su cuerpo tubular y delgado, su permanente estado activo y atlético, la combinación de belleza con aguda inteligencia, su personalidad inquisitiva con una distintiva naturaleza amorosa que los caracteriza y un manto de pelaje largo mayor al del siamés o el oriental. El pelaje puede variar en toda la variedad de colores y esquemas de distribución de color que incluyen sólidos, atigrados, manchas de concha de tortuga, plateados y ahumados así como particolors o manchados con blanco (desde pequeñas manchas, meted, bicolores, arlequines hasta van).

## Descripción
- Cabeza: de talla mediana pero nunca grande; tiene forma triangular con el vértice en la punta de la nariz - mentón, las líneas rectas laterales se continúan por los costados laterales de la cara sin depresiones (pinch: depresión formada entre el arco cigomático y la almohadilla de los bigotes), por las orejas que son grandes y terminadas en punta. Este triángulo puede variar de equilátero a isósceles

- Perfil: largo y continuo que va de la punta de la nariz hasta la parte superior de la cabeza entre las orejas, está formado por una línea suave sin depresiones ni cambios bruscos de ángulo, puede ser ligeramente convexo. Nariz larga, recta, sin depresión naso-frontal pronunciada. Carrillos chatos. Hocico fino. Sin depresión entre el arco cigomático y la almohadilla de los bigotes, denominada normalmente pinch. Mentón firme, formando una línea recta con la punta de la nariz.

- Ojos: medianos, son de forma almendrada y posicionados en forma oblicua, lo que se denomina set tipo oriental y separados entre sí por nunca menos del tamaño de un ojo. En todos los casos son de color acorde al pelaje, prefiriéndose verdes y valorándose la intensidad y contraste con el manto.

- Orejas: de grandes a extra grande, bien separadas entre sí, bastante anchas en su base, puntiagudas, continúan los lados del triángulo viendo de frente la cabeza. En algunos casos la base de la oreja puede estar levemente más debajo de la línea imaginaria del triángulo.

- Cuello: delgado, largo, elegante, ligeramente arqueado.

- Cuerpo: es largo y tubular, delicadamente muscular y firme, sobre patas altas y delgadas. Hombros y caderas del mismo ancho. LA estructura ósea es fina y delicada.

- Extremidades: de osamenta fina, largas y delgadas. Pies ovalados pequeños.

- Cola: larga y en forma de látigo es decir que se afina de la base a la punta.

- Pelo: es fino y sedoso, de un largo mediano en el cuerpo, algo más largo en hombros, en la cola con un efecto plumoso y en el cuello suficiente para formar un collar. No tendrá textura o sub-pelo lanoso, por lo que no es muy denso.

- Color del manto: se aceptan todos los colores en todas sus variedades.